# Come saltano i pesci
Come saltano i pesci è un film italiano del 2016 diretto da Alessandro Valori.

## Trama
Matteo ha 26 anni e trascorre una vita serena tra l'officina in cui lavora e la casa dove vive con i genitori Italo e Mariella e con la sorellina Giulia. Finché non riceve una telefonata con una rivelazione scioccante: quella che pensava essere sua madre non lo è, e quella vera è appena morta. Da qui tutte le sue certezze cadono, e per questo inizia, accompagnato dalla sorella, un viaggio alla ricerca del suo passato, verso la sua città natale.

## Produzione
Il film è stato prodotto dalla Multivideo in associazione con Linfa srl. Le scene sono state girate completamente in Italia, più precisamente a Porto San Giorgio e ad Amandola.

## Distribuzione
La pellicola è stata distribuita solo in Italia, il 31 marzo 2016 dalla Mariposa Cinematografica.

## Accoglienza
Nel primo week-end, il film ha guadagnato 85000 €. Il sito MYmovies ha dato al film una valutazione di 3.54/5.